# Cistus horrens
Cistus horrens är en solvändeväxtart som beskrevs av Jean-Pierre Demoly. Cistus horrens ingår i släktet Cistus och familjen solvändeväxter. Inga underarter finns listade i Catalogue of Life.